# Microregiunea Kiskunhalas
Microregiunea Kiskunhalas (în maghiară Kiskunhalasi kistérség) a fost o microregiune statistică (kistérség) din județul Bács-Kiskun, Ungaria.
Cu o populație de 44.087 locuitori și o suprafață de 826,35 km2, aceasta a existat până în 2014, când în Ungaria, microregiunile ”kistérségek” au fost înlocuite de districte (járások).